# 江埠乡
江埠乡，是中华人民共和国江西省上饶市余干县下辖的一个乡镇级行政单位。

## 行政区划
江埠乡下辖以下地区：
江埠村、山背村、米湾村、西源村、龟山村、山里村、石溪村、墩上村、尧嘴村、郭泗村、黎背村、蛇塘村、大港村、陈坪村、前坊村、花门村、毛坊村、中洲村、洪贤村、小埠村、江坊村和江埠街村。